# Dampan
Dampan est une commune située dans le département de Bondokuy de la province du Mouhoun au Burkina Faso.

## Géographie
La commune est traversée par la route nationale 10.